# Lagonosticta larvata
Lagonosticta larvata е вид птица от семейство Estrildidae.

## Разпространение
Видът е разпространен в Бенин, Буркина Фасо, Гамбия, Гана, Гвинея-Бисау, Етиопия, Камерун, Демократична република Конго, Кот д'Ивоар, Мали, Нигер, Нигерия, Сенегал, Сиера Леоне, Судан, Того, Уганда, Централноафриканската република, Чад и Южен Судан.